# Жданова, Надежда Ивановна
Надежда Ивановна Жданова (до замужества Гончарова; 10 марта 1938, Москва — 2 июля 2021, Москва) — советская спортсменка, пятикратная чемпионка СССР (1958–1962) и пятикратная чемпионка Европы (1958–1962) по академической гребле. Заслуженный мастер спорта СССР (1963).

## Биография
Родилась 10 марта 1938 года в Москве. Занималась академической греблей в спортивных обществах «Крылья Советов» и «Труд», тренировалась под руководством Петра Пахомова.
В 1957 году становилась бронзовым призёром чемпионата СССР в классе двоек парных. Наиболее значимых результатов добивалась в конце 1950-х и начале 1960-х годов, когда пять лет подряд выигрывала чемпионат СССР и завоёвывала звание чемпионки Европы в классе восьмёрок. 
В 1969 году окончила английское отделение курсов иностранных языков Мосгороно. После завершения спортивной карьеры работала во всесоюзных объединениях «Проммашимпорт» и «Союзоргтехмонтаж», а также в аппарате торгового представительства при посольстве СССР на Цейлоне.
Умерла 2 июля 2021 года в Москве от тяжёлого течения коронавирусной инфекции COVID-19. Похоронена на Домодедовском кладбище.